# Parornix mixta
Parornix mixta là một loài bướm đêm thuộc họ Gracillariidae. Loài này có ở Ý, România, Slovakia, Ba Tư cũ và Transbaikalia in Nga.
Ấu trùng ăn Spiraea media và Spiraea x vanhouttei. Chúng có thể ăn lá nơi chúng làm tổ.